# ScanDisk
ScanDisk ist ein Computerprogramm von Microsoft zum Prüfen auf (logische und physische) Fehler im Dateisystem auf Festplatten (Laufwerken oder Partition) und Disketten, und diese gegebenenfalls auch zu korrigieren. Dadurch soll die Integrität aller Dateien gewährleistet bzw. wiederhergestellt werden.
ScanDisk löste in MS-DOS 6.2 und in den Produktserien Windows 9x (95 bis ME) das Programm CHKDSK zur Überprüfung von FAT-formatierten Laufwerken ab.

ScanDisk beim Booten von Windows 95

In Windows-Versionen der NT-Reihe wurde ScanDisk wiederum durch eine Kommandozeilen-Version von chkdsk ersetzt, die um die Diagnosefähigkeiten des Dateisystems NTFS erweitert wurde. Alternativ können ab Windows XP Laufwerke und Partition mit der rechten Maustaste im Windows-Explorer angeklickt und im Pop-up-Menü unter Eigenschaften → Extras → Fehlerüberprüfung die Überprüfung gestartet werden.